# Olga Zajtseva
Olga Zajtseva (ryska: ольга Алексеевна Зайџева), född 10 november 1984, är en rysk friidrottare som tävlar i kortdistanslöpning.
Zajtseva var med i det ryska lag på 4 x 400 meter som vann guld vid EM i Göteborg 2006. Individuellt blev hon bronsmedaljör vid samma mästerskap. Zajtseva var även med i det lag som noterade världsrekordet på 4 x 400 meter inomhus vid en tävling i Glasgow 2006.
Hon deltog vidare vid VM 2009 i Berlin där hon blev utslagen i semifinalen på 200 meter.

## Personliga rekord
- 200 meter - 22,67 från 2006
- 400 meter - 49,49 från 2006